# 陆銮眉
陆銮眉（1968年2月—），福建寿宁人，汉族，中国民主同盟盟员。中华人民共和国政治人物、第十三届全国人民代表大会福建省代表。

## 生平
2018年，陆銮眉被选为福建省出席第十三届全国人民代表大会代表。